# Mariä-Empfängnis-Basilika (Lourdes)

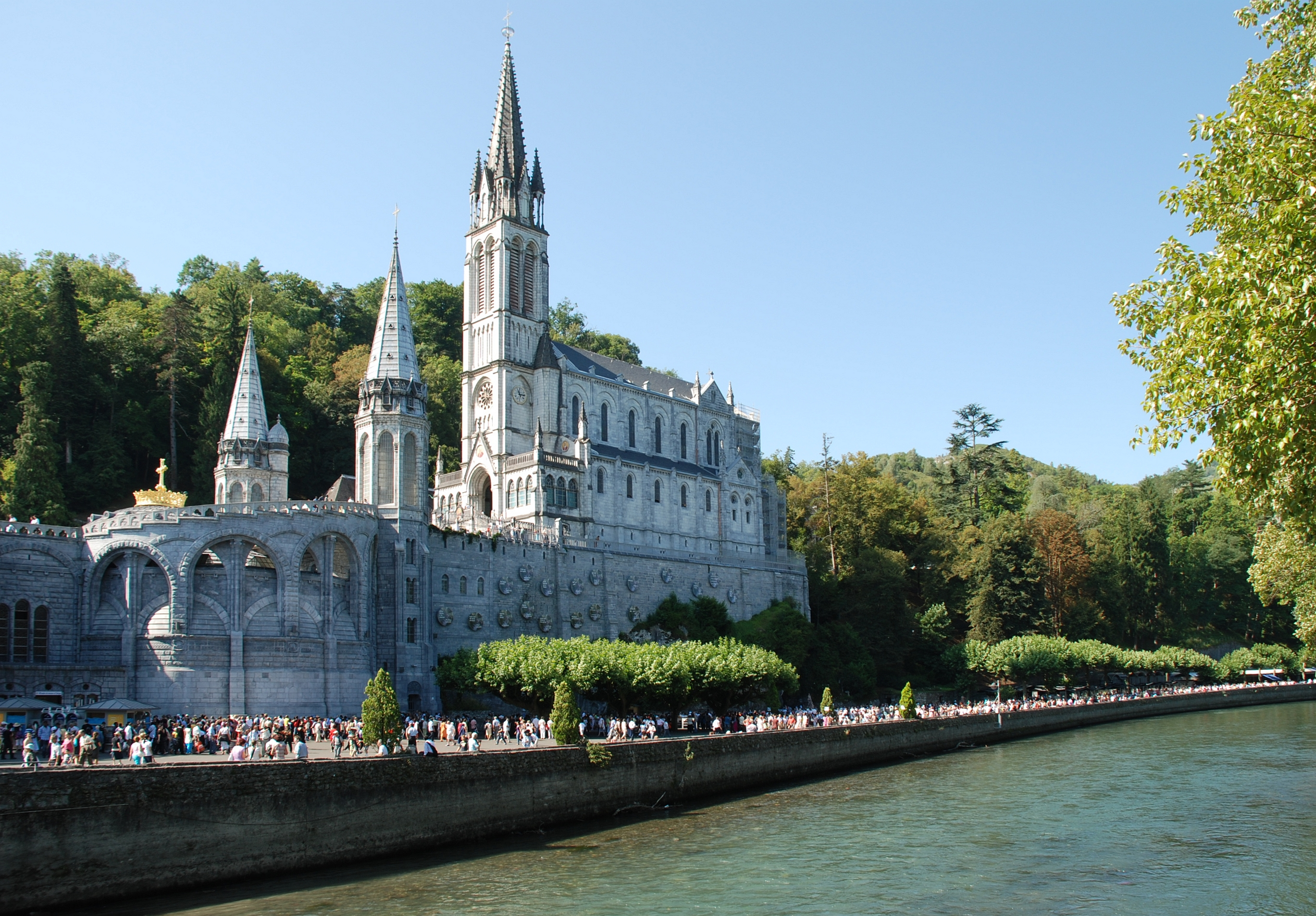
Mariä-Empfängnis-Basilika, im Vordergrund die Rosenkranz-Basilika

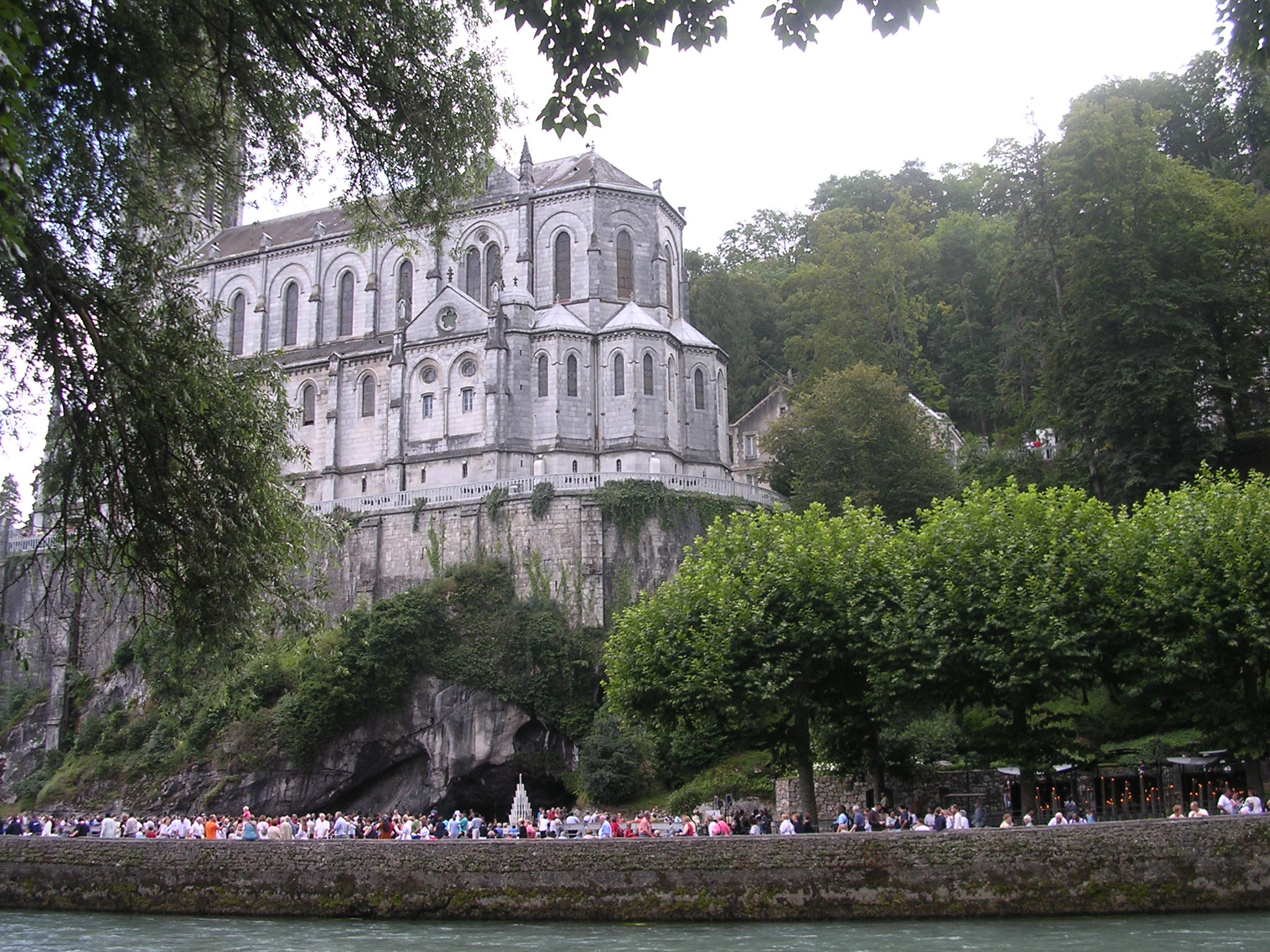
Kirche mit Mariengrotte

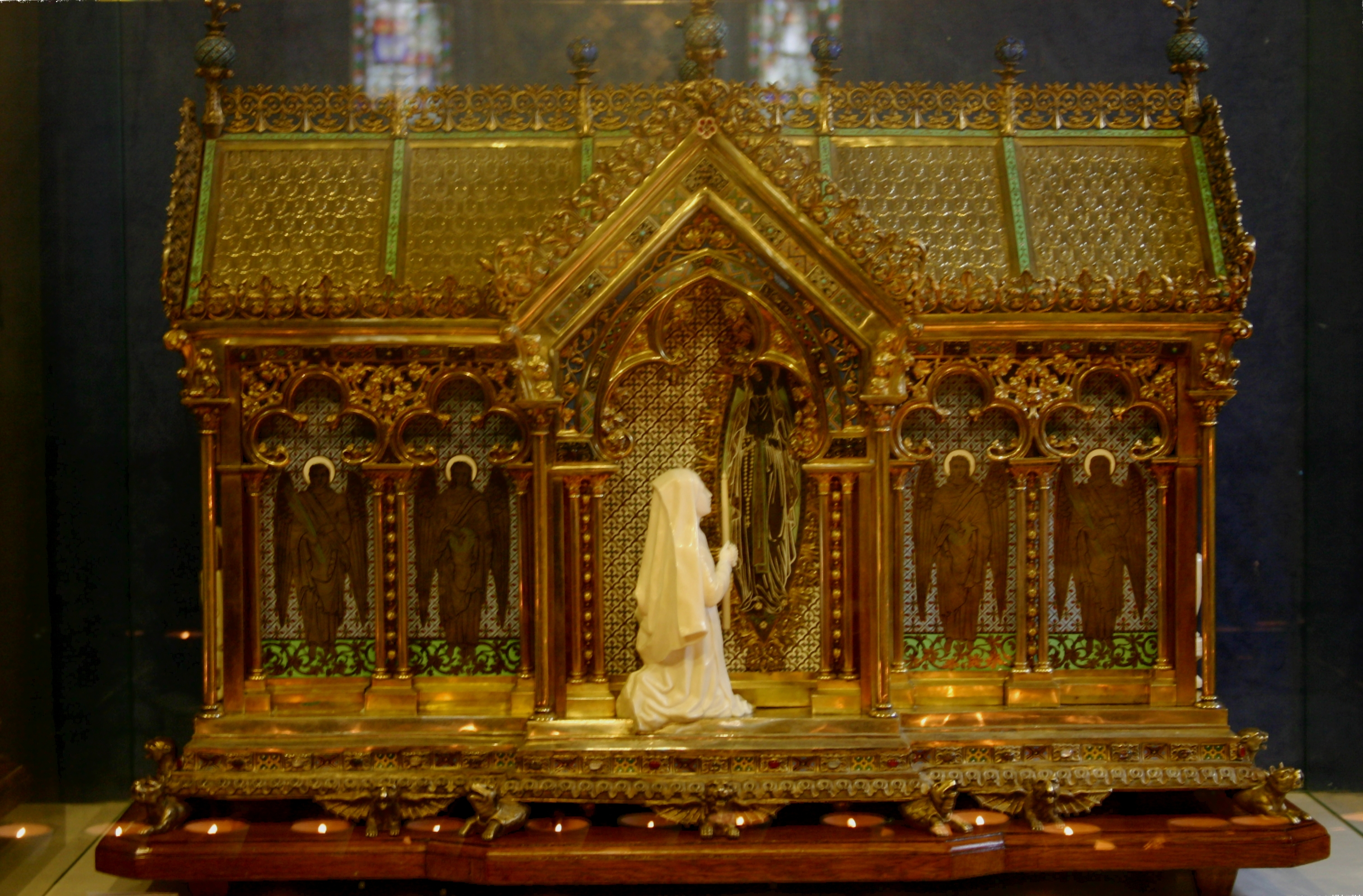
Reliquienschrein der heiligen Bernadette

Die Mariä-Empfängnis-Basilika ist eine römisch-katholische Kirche und Basilika minor im französischen Marienwallfahrtsort Lourdes. Sie ist Teil des heiligen Bezirks, an dem 1858 der Bernadette Soubirous angeblich die Gottesmutter Maria erschien. Die neogotische Kirche liegt westlich der Rosenkranz-Basilika, fasst zirka 550 Besucher und ist der zweitälteste Sakralbau des Wallfahrtkomplexes.

## Geschichte
Die Basilika, in Abgrenzung zur Rosenkranz-Basilika auch „Obere Basilika“ genannt, wurde zwischen 1866 und 1871 über der Krypta errichtet. Ihre Konsekration erfolgte 1876 durch Monsignore Pichenot, den damaligen Bischof von Tarbes und späteren Erzbischof von Chambéry. Die Kirche wurde über dem Felsen der „Mariengrotte von Massabielle“ nach den Plänen des Architekten Hippolyte Durand erbaut.

## Architektur und Gestaltung
Die Basilika – 55 Meter lang und 22 Meter breit – wird von einem 70 Meter hohen Hauptturm dominiert. Die zwei niedrigeren Nebentürme wurden erst 1908 fertiggestellt. Über dem Eingang befindet sich ein Mosaik von Papst Pius IX., der 1854 das Glaubensdogma der Unbefleckten Empfängnis Mariä in seiner Bulle Ineffabilis Deus verkündete. Die Glocken spielen stündlich das Ave Maria, und Glockenspiele lassen im 2-Stunden-Rhythmus die zwei Tonnen schwere Glocke mit Namen „Jeanne-Alphonsine“ erklingen. Die übrigen Glocken heißen „Geneviève-Félicie“ (1800 kg), „Hermine-Benoîte“ (1100 kg) und „Cécile-Gastine“ (800 kg).
Die Innenwände sind mit Votivtafeln sowie Flaggen und Bannern von Pilgerfahrten bedeckt. Die Glasmalereien zeigen verschiedene Ereignisse aus der Geschichte der Wallfahrt in Lourdes und in den Chorfenstern ist Maria als zweite Eva dargestellt.

## Orgel
Die Orgel wurde 1875 von dem Orgelbauer Aristide Cavaillé-Coll erbaut. Das Instrument hat 25 Register auf zwei Manualen und Pedal. Die vier Pedalregister sind Transmissionen aus der Grand Orgue. Die Trakturen sind mechanisch.
| I Grand Orgue C–g3        |     |
| Bourdon                   | 16′ |
| Montre                    | 8′  |
| Bourdon                   | 8′  |
| Flûte harmonique          | 8′  |
| Salicional                | 8′  |
| Unda maris                | 8′  |
| Prestant                  | 4′  |
| Octave                    | 4′  |
| Doublette                 | 2′  |
| Plein-jeu harmonique II–V |     |
| Basson                    | 16′ |
| Trompette                 | 8′  |
| Clairon                   | 4′  |

| II Récit expressif C–g3 |    |
| Flûte traversière       | 8′ |
| Gambe                   | 8′ |
| Voix céleste            | 8′ |
| Flûte octaviante        | 4′ |
| Octavin                 | 2′ |
| Trompette               | 8′ |
| Basson-hautbois         | 8′ |
| Voix humaine            | 8′ |

| Pédale C–f1          |     |
| Soubasse (aus G.O.)  | 16′ |
| Flûte (aus G.O.)     | 8′  |
| Basson (aus G.O.)    | 16′ |
| Trompette (aus G.O.) | 8′  |

- Koppeln: II/I, I/P, II/P